# Landessportler des Jahres (Mecklenburg-Vorpommern)
Die Wahl der Sportler des Jahres Mecklenburg-Vorpommern wird seit 2013 vom Landessportbund Mecklenburg-Vorpommern in Zusammenarbeit mit der Ostsee-Zeitung, dem NDR 1 Radio MV und dem Nordmagazin durchgeführt. Seit 2018 werden die Parasportler in eigenen Kategorien gewählt.
Eine Jury aus Medienvertretern und Vertreter des Landessportbundes nominiert pro Kategorie fünf Kandidaten. Die Leser, Hörer und Zuschauer der beteiligten Medienunternehmen stimmen anschließend über die Sieger ab. Die Preise werden bei der Sportgala des Landessportbundes übergeben. Ruderer Hannes Ocik, Schlagmann des Deutschland-Achters, und die Volleyball-Frauen des Schweriner SC gewannen die Wahl mit jeweils fünf Titeln bisher am häufigsten.
Jeweils drei Sportvereine erhalten den Vereinspreis. 2019 wurde zudem erstmals der Sonderpreis „Sport statt Gewalt“ an vier Vereine verliehen.

## Preisträger
| Jahr | Sportler                         | Sportlerin                        | Team                                   | Para-Sportler                    | Para-Sportlerin                  | Para-Team                            | Trainer                          |
| ---- | -------------------------------- | --------------------------------- | -------------------------------------- | -------------------------------- | -------------------------------- | ------------------------------------ | -------------------------------- |
| 2023 | Johannes Vogel Triathlon         | Jette Müller Wasserspringen       | Rostock Seawolves Basketball           | Marcus Klemp Rudern              | Neele Labudda Schwimmen          | Rostocker GC Hansa Goalball          | –                                |
| 2022 | Johannes Vogel Triathlon         | Lea Sophie Friedrich Bahnradsport | Rostock Seawolves Basketball           | Denise Grahl Schwimmen           | Denise Grahl Schwimmen           | Rostocker GC Hansa (Frauen) Goalball | –                                |
| 2021 | Hannes Ocik Rudern               | Lea Sophie Friedrich Bahnradsport | SSC Palmberg Schwerin Volleyball       | Lindy Ave Leichtathletik         | Lindy Ave Leichtathletik         | Rostocker GC Hansa Goalball          | –                                |
| 2020 | wegen COVID-19-Pandemie abgesagt | wegen COVID-19-Pandemie abgesagt  | wegen COVID-19-Pandemie abgesagt       | wegen COVID-19-Pandemie abgesagt | wegen COVID-19-Pandemie abgesagt | wegen COVID-19-Pandemie abgesagt     | wegen COVID-19-Pandemie abgesagt |
| 2019 | Hannes Ocik Rudern               | Lea Sophie Friedrich Bahnradsport | Rostock Seawolves Basketball           | Reno Tiede Goalball              | Denise Grahl Schwimmen           | U19-Team Goalball                    | Bernd Schulmeister Volleyball    |
| 2018 | Hannes Ocik Rudern               | Lena Meißner Triathlon            | SSC Palmberg Schwerin Volleyball       | Reno Tiede Goalball              | Lindy Ave Leichtathletik         | Rostocker GC Hansa Goalball          | –                                |
| 2017 | Hannes Ocik Rudern               | Lea Sophie Friedrich Bahnradsport | SSC Palmberg Schwerin Volleyball       |                                  |                                  |                                      | Anja Neuhäußer Wasserspringen    |
| 2016 | Hannes Ocik Rudern               | Marie-Louise Dräger Rudern        | Schweriner SC Volleyball               |                                  |                                  |                                      | Michael Timm Boxen               |
| 2015 | Andreas Raelert Triathlon        | Martina Strutz Stabhochsprung     | Schweriner SC Volleyball               |                                  |                                  |                                      | Frank Heimerdinger Triathlon     |
| 2014 | Michael Raelert Triathlon        | Anna Rüh Diskuswurf               | DLRG Anklam Rettungssport              |                                  |                                  |                                      |                                  |
| 2013 | Andreas Raelert Triathlon        | Martina Strutz Stabhochsprung     | U16-Team SC Neubrandenburg Siebenkampf |                                  |                                  |                                      |                                  |